# Haymon d'Halberstadt
Pour les articles homonymes, voir Halberstadt.
Haymon d'Halberstadt (en latin : Haimo Halberstatensis), dit aussi Haymon de Fulda, né vers 778 et mort le 27 mars 853, est un moine bénédictin et théologien de l'époque carolingienne, qui fut le troisième évêque d'Halberstadt de 840 jusqu'á sa mort.

## Biographie
La légende veut qu'il est apparenté à Bède le Vénérable ; néanmoins, l'origine d'Haymon n'est pas connu. Il entra tout jeune au monastère de Fulda, où il connut Raban Maur qui était à peu près du même âge et lui dédia ultérieurement son encyclopédie De rerum naturis. Il fut envoyé comme Raban Maur compléter sa formation auprès d'Alcuin à l'abbaye Saint-Martin de Tours. Ensuite sa carrière monastique se déroula dans les abbayes de Fulda, de Corvey et d'Hersfeld (dont il fut proviseur). 
Avec le soutien de l'empereur Louis le Pieux, il devint évêque d'Halberstadt en 840 et le resta jusqu'à sa mort. Il s'est attaché à la reconstruction de la cathédrale. Dans son ouvrage encyclopédique De Universo (842/46), son camarade Raban Maur s'adresse à lui longuement pour le conseiller dans l'exercice de la fonction d'évêque. En octobre 847, il participa au troisième concile de Mayence, présidé par Raban Maur qui venait d'être promu archevêque de Mayence au mois de juin précédent ; ce concile rédigea trente-et-un chapitres sur les privilèges de l'Église et les adressa au roi Louis le Germanique. Haymon participa aussi à un autre concile à Mayence en 852. Il est mort en 853 et a été enterré à l'abbaye de Werden.
À partir d'une méprise, notamment, de Jean Trithème, Haymon a longtemps été confondu avec d'autres religieux homonymes de l'époque carolingienne, spécialement Haymon d'Auxerre (mort vers 865). On lui a attribué une œuvre abondante, notamment des commentaires de textes bibliques. L'équivoque a été levée particulièrement par le théologien suisse Eduard Riggenbach en 1907. Aujourd'hui, la position prévalente est qu'« Haymon d'Halberstadt semble n'avoir exercé aucune activité littéraire ».